# Aleksandrov Kremlin
Nơi cư trú của sa hoàng ở làng Aleksandrov (còn được gọi là Aleksandrov Kremlin) là một pháo đài cũ của Nga, vốn phục vụ như là thủ đô thực sự của oprichnina ở Moskva từ năm 1564 đến năm 1581. Nó nằm trên lãnh thổ hiện tại của thị trấn Aleksandrov, Vladimir.

## Lịch sử
Làng Aleksandrovskaya có từ giữa thế kỷ 14. Đại công tước Vasilli có một cung điện quốc gia được xây dựng ở đó và từng mang gia đình và toàn bộ tòa án vào đó. Cung điện đã không tồn tại.
Nhà thờ Pokrovsky (Đức Trinh Nữ) được thánh hóa vào năm 1513 và sau đó nó được ban phước lại như Nhà Thờ Ba Ngôi (Troitsky). Sự xuất hiện của nó đã thay đổi một chút kể từ thế kỷ 16; một số chi tiết kiến trúc chẳng hạn như cửa sổ, ví dụ, thuộc về thời kỳ sau. Ban đầu, gạch đỏ và đá trắng được sử dụng trong trang trí bên ngoài của nhà thờ nhưng các phần gạch sau đó đã được sơn lại. Một số bức tranh bích họa nội thất có từ thế kỷ 14 cũng như các tác phẩm chạm khắc bằng đá trắng ở các cổng bên trong.
Ivan Khủng khiếp chuyển đến pháo đài Aleksandrovskaya năm 1565. Khu nhà ngay lập tức được tăng cường với một bức tường ngăn, tường bằng gỗ và một chiếc hào. Làng đã trở thành thủ đô thực sự của đất nước. Oprichnina được thành lập ở đó và cuộc diễu hành ở Cộng hòa Novgorod bắt đầu từ làng.
Khi Novgorod bị cướp bóc, Ivan đưa những cánh cửa nổi tiếng của nhà thờ St. Sophia (1336) đến ngôi làng và đặt chúng ở lối vào phía nam của nhà thờ Giả định (Ba ngôi). Các cổng kết hợp các chủ đề tôn giáo và tuyệt vời; ví dụ, có hình ảnh của một nhân mã. Các cổng được làm bằng cách sử dụng kỹ thuật cũ, trong đó cánh cửa được chạm khắc đầu tiên và sau đó được cọ xát bằng hỗn hợp vàng lỏng và thủy ngân.
Lối vào phía tây được tô điểm bằng những cánh cửa cũ (1344-1353) mà Ivan đã gỡ bỏ khỏi nhà thờ Biến hình (Spaso-Preobrazhensky) ở Tver. Một bức tranh khắc của Chúa Ba Ngôi vẫn được lưu giữ trên một trong những cánh cửa.
Aleksandrovsky Kremlin cũng là nơi mà car nhận được các đại sứ từ nhiều nước châu Âu, như Thụy Điển, Đan Mạch, Áo, Anh và Rzeczpospolita.
Sa hoàng đẫ rời pháo đài năm 1581 và không bao giờ quay lại đó nữa. Các tu viện giả định (Uspensky) đã được mở trên lãnh thổ của nó trong nửa sau của thế kỷ 17.
Trong thời Xô viết, pháo đài và pho tượng cũ được sử dụng làm bảo tàng. Hiện nay, lãnh thổ của Kremlin được chia sẻ bởi một viện bảo tàng và nữ tu phục sinh.

## Thư viện
| Hình ảnh | Chú giải                                                    | Mô tả |
| -------- | ----------------------------------------------------------- | --- |
|          | Các bức tường của Kremlin với cổng Novgorod và Tver         | |
|          | Nhà thờ cầu nguyên (Aleksandrov)                            | (XVI–XVII SCN) – nhà thờ lớn hoàng tử liền kề cung điện                                                                                         |
|          | Tháp chuông đóng đinh                                       | (XVI–XVII вв.). Đây là nơi đặt tế bào tu viện của công chúa Sophia Alekseyevna (1652-1704), con gái của Aleksei I (Sa hoàng của Nga), được đặt. |
|          | Nhà thờ Trinity (Alexandrov) (XVI–XVII SCN)                 | |
|          | Nhà thờ Dormition                                           | |
|          | Nhà thờ chính tọa của Chúa                                  | |
|          | Nhà thờ liệt sĩ Fiodor Stratilate và xác chết của Biến hình | (1682, 1858–1890) |
|          | Alexandrov Kremlin MonkCells Bắc                            | |
|          | Lều nước                                                    | |